# Zolldepartament am Finanzministerium Litauens

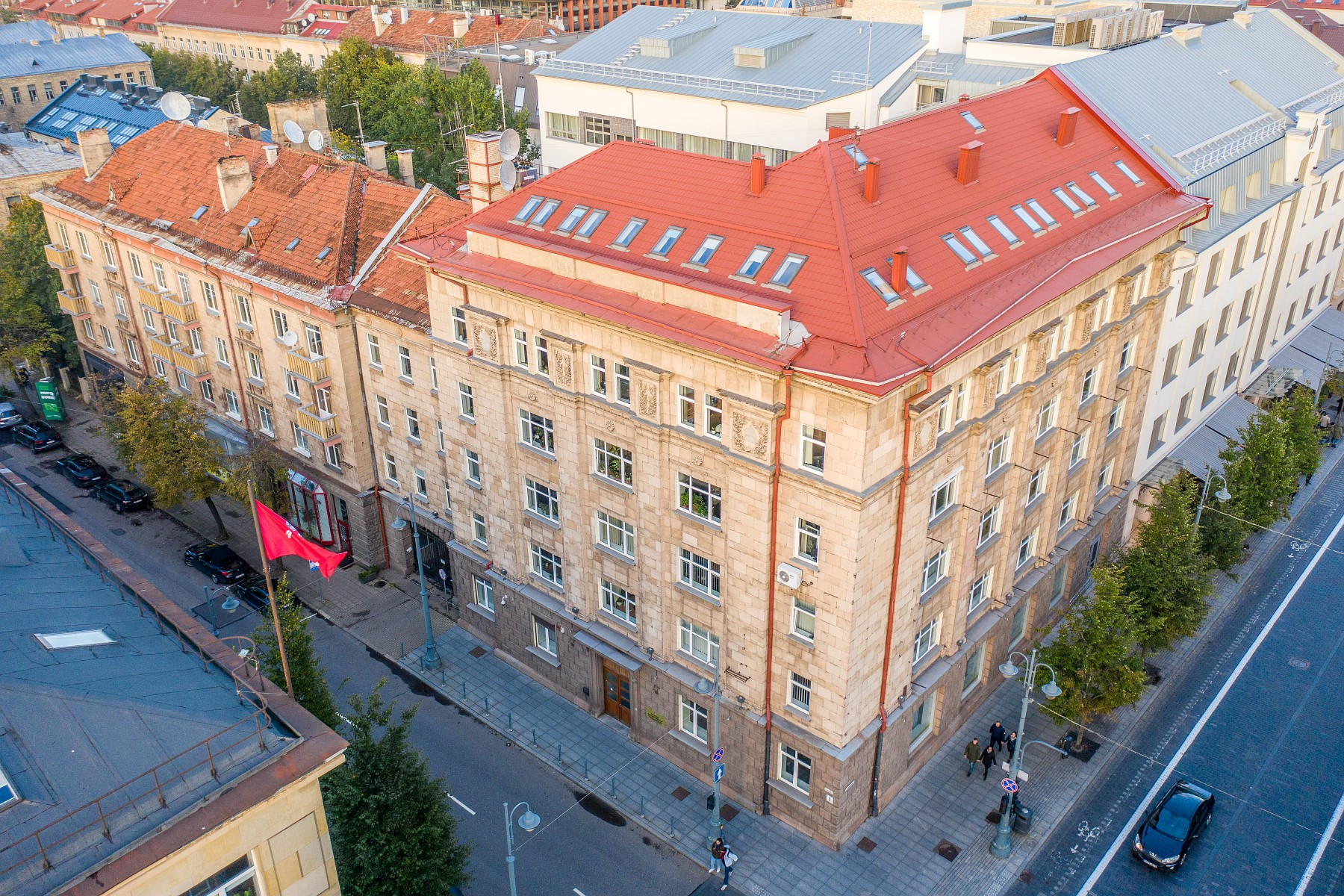
Zolldepartament Litauens (2021)

Das Zolldepartament am Finanzministerium Litauens (lit. Muitinės departamentas prie Lietuvos Respublikos finansų ministerijos) ist die zentrale Zollbehörde der Litauischen Zollverwaltung. Es untersteht dem Finanzministerium Litauens. Dem Zolldepartament untersteht das Zollkriminalamt Litauens.
Es wurde am 11. Oktober 1990 errichtet.

## Leitung
- 1990–1992, 1999–2003: Valerijonas Valickas
- 1992: Kazys Pėdnyčia (* 1949),  Staatsanwalt
- 1993–1996: Vitalijus Geržonas
- 1997–1999: Alvydas Budrys
- 2003–2008: Rimutis Klevečka (* 1956),  Mathematiker
- 2008–2009, 2015: Ramutė Liupkevičienė
- 2015: Jonas Miškinis
- 2010–2014: Antanas Šipavičius (* 1964),  Ingenieur-Mechaniker
- seit 2015: Arūnas Adomėnas (* 1977), Jurist